# Лесостепь (посёлок)
Лесостепь — посёлок в Красносулинском районе Ростовской области.
Входит в состав Горненского городского поселения.
Железнодорожная станция Лесостепь.

## География
В посёлке имеется одна улица — Вокзальная.

## Население
| 2002 | 2010 | 2014 | 2015 | 2016 | 2017 | 2018 |
| ---- | ---- | ---- | ---- | ---- | ---- | ---- |
| 89   | ↗103 | ↘102 | ↘99  | ↘98  | →98  | →98  |
| 2019 | 2020 | 2021 |      |      |      |      |
| ↘92  | ↘91  | ↗93  |      |      |      |      |